# 1972년 일본 자유민주당 총재 선거
1972년 자유민주당 총재 선거(일본어: 1972年自由民主党総裁選挙)는 1972년 7월 5일에 실시된 자유민주당 총재를 선출하기 위한 선거다.
각복전쟁의 방아쇠가 된 선거이며 1970년대 일본 정계를 좌지우지한 삼각대복이 모두 입후보한 선거이기도 하다.

## 과정
1964년에 총재가 된 사토 에이사쿠는 고노 이치로, 오노 반보쿠 등 정치적 경쟁자가 될 수 있는 인물들이 하나둘 사망하면서 사실상 견제받지 않고 4선에 성공할 수 있었다. 1971년 6월에 미국과 오키나와 협정을 이루어내면서 사토는 자신의 최대 현안을 해결하는 데 성공하고 총재에서 물러날 생각을 했다. 사토는 항상 친형 기시 노부스케의 파벌을 물려받은 후쿠다 다케오를 염두에 두며 "내가 그만둔 뒤에는 후쿠다 군의 차례다"라고 말하곤 했다. 연말에 후쿠다와 만난 사토는 "언제, 어떻게 다나카 군에게 이를 밝히는 게 좋을까"라며 다나카 가쿠에이를 신경쓰는 모습도 보였다.
사토의 총재 임기 만료가 멀지 않은 1972년에 접어들자 사토의 후계 자리를 둘러싼 경쟁이 본격화했다. 5월 9일 다나카는 사토파 소속 양원 의원 81명을 결집해 파벌 내 파벌을 결성했다. 차기 총재 선거를 위한 준비 작업에 착수한 것이었다.
30일에 오히라 마사요시는 후쿠다에게 "나는 총재 선거에 출마하겠다. 입후보를 그만둘 일은 없다"라고 알렸다. 다나카에 대한 표를 분산시킬 필요가 있던 후쿠다로서는 불안감을 떨쳐낼 수 있었다. 굉지회(오히라파)가 다나카에 투표를 하지 않는다면 결선 투표까지 끌고 갈 수 있었기 때문이었다. 미키 다케오와 나카소네 야스히로 역시 파벌의 수장으로 출마를 저울질하고 있었다.
6월 17일에 사토가 퇴진을 표명했다. 이후 사토는 후쿠다와 다나카를 불러 "두 사람이 입후보해서 싸우는 것 외엔 길이 없는 것 같다. 누가 총재 선거에서 1위를 하든 2위가 1위에게 전면적으로 협력해야 한다는 것만 알아주길 바란다"라고 말했다. 하지만 다나카가 미키, 오히라와의 협력을 강화해 후쿠다를 견제하자 사토는 다시 두 사람을 불러 "일전에 1위에게 협력할 것을 약속하지 않았나"라며 다나카를 힐책했다. 하지만 다나카는 듣는 척도 하지 않아 결국 다나카와 후쿠다의 협력은 물건너갔다.
처음에는 후쿠다의 우위가 점쳐졌지만 6월 20일 나카소네가 출마를 포기했으며 나카소네파는 다나카를 지지하기로 결정했다는 보도가 나오면서 분위기가 달라졌다. 『슈칸신초』는 "나카소네가 다나카 지지로 돌아선 건 다나카에게 7억 엔에 매수되었기 때문이다"라고 폭로했다. 나카소네는 이를 부정하며 『슈칸신초』와 제보자를 명예훼손으로 고소했으며 나중에 승소했다. 30일부터는 대부분의 언론이 다나카의 승리를 점치기 시작했다. 선거를 하루 앞둔 7월 4일에 사토는 당의 주요 인사들에게 직접 전화를 걸어 후쿠다에게 투표할 것을 독려했다.
당시 선거를 앞두고 다나카와 후쿠다는 1·2위 연합 밀약을, 다나카와 오히라는 2·3위 연합 밀약을 맺은 상태였다. 그런데 후쿠다가 1위, 다나카가 2위, 오히라가 3위가 되면 다나카는 어느 한 파벌과의 밀약을 깨야만 하는 상황이었다. 하지만 다나카는 의원 192명이 참석한 가운데 출정식을 열어 적어도 180표는 획득할 수 있을 것이라 여기고 있었다.
5일 히비야 공회당에서 제27회 임시당대회가 열렸다. 1차 투표에서 다나카가 156표, 후쿠다가 150표를 얻어 예상외로 표 차이가 크지 않았다. 다나카의 비서인 사토 아키코는 "새삼스럽게 정치의 세계가 얼마나 냉혹한지를 알게 된 것 같다. 정권의 앞날에 형용하기 어려운 불안감을 느꼈다"라고 훗날 술회했다. 다나카 역시 사토에게 "나카소네파가 절반도 나한테 표를 주지 않았어"라고 말했다.
근소한 차이지만 다나카가 1위를 차지하면서 두 밀약의 모순을 고민할 필요는 사라졌다. 한편 후쿠다는 다나카와 1·2위 연합 밀약을 했음에도 불구하고 이를 어기고 결선 투표에 도전했다. 이 무렵 미키는 이미 중일국교정상화 교섭을 조건으로 결선 투표에서 다나카에게 협력하기로 밀약을 맺었다.
1위와 2위를 한 다나카와 후쿠다가 결선 투표에 올랐고 다나카가 282표, 후쿠다가 190표를 하면서 다나카가 당선됐다.

## 후보자
입후보제가 아니었기에 선거 활동을 한 의원들을 모두 표시했다.
| 다나카 가쿠에이                                                             | 후쿠다 다케오                                                        | 오히라 마사요시                                                                  | 미키 다케오                                                                |
|                                                                             |                                                                      |                                                                                  |                                                                            |
| 중의원 의원(10선, 니가타현 제3구) 통상산업대신(1971-현직) 간사장(1968-1971) | 중의원 의원(8선, 군마현 제3구) 외무대신(1971-현직) 간사장(1966-1968) | 중의원 의원(8선, 가가와현 제2구) 통상산업대신(1968-1970) 정무조사회장(1967-1968) | 중의원 의원(13선, 도쿠시마현 전현구) 외무대신(1966-1968) 간사장(1964-1965) |
| 주산회(사토파)                                                              | 기미정회(후쿠다파)                                                   | 신정동지회(나카소네파)                                                           | 정책연구회(미키파)                                                         |
| 니가타현                                                                    | 군마현                                                               | 가가와현                                                                         | 도쿠시마현                                                                 |

## 결과
예상대로 사토는 압승을 거두었지만 미키도 세 자리 득표수를 올리며 의외의 선전을 보여 차기 총재 후보군으로 꼽히게 되었다.
입후보제가 아니었기에 입후보 표명 여부와 무관하게 자민당 소속 의원에 대한 표는 모두 유효표로 산정되었다.
| 후보자          | 1차 투표 | 1차 투표 | 결선 투표 | 결선 투표 |
| 후보자          | 득표수   | 득표율   | 득표수    | 득표율    |
| --------------- | -------- | -------- | --------- | --------- |
| 다나카 가쿠에이 | 156표    | 32.77%   | 282표     | 59.75%    |
| 후쿠다 다케오   | 150표    | 31.51%   | 190표     | 40.25%    |
| 오히라 마사요시 | 101표    | 21.22%   |           |           |
| 미키 다케오     | 69표     | 14.5%    |           |           |
| 합계            | 476표    | 100%     | 472표     | 100%      |
| 유효 투표수     | 476표    | 98.55%   | 472표     | 99.16%    |
| 무효표·백표     | 7표      | 1.45%    | 4표       | 0.84%     |
| 유권자 수       | 483표    | 100%     | 476표     | 100%      |

## 참고 문헌
- 伊藤昌哉 (1982년 8월 30일). 《自民党戦国史―権力の研究》. 朝日ソノラマ. ISBN 978-4257031635.
- 立花隆 (2005년 8월 10일). 《政治と情念》. 文春文庫. 文藝春秋. ISBN 978-4167330187.
- 岸信介; 河野一郎; 福田赳夫; 後藤田正晴; 田中角栄; 中曽根康弘 (2007년 5월 1일). 《私の履歴書―保守政権の担い手》. 日経ビジネス人文庫. 日本経済新聞出版社. ISBN 978-4532193737.
- 佐藤昭子 (2001년 3월 1일). 《決定版 私の田中角栄日記》. 新潮文庫. 新潮社. ISBN 978-4101486314.